# John e Mary
John and Mary (bra/prt: John e Mary) é um filme estadunidense de 1969, do gênero drama romântico, dirigido por Peter Yates, e estrelado por Dustin Hoffman e Mia Farrow. O roteiro de John Mortimer foi baseado no romance homônimo de 1966, de Mervyn Jones.
A trama retrata a história de duas pessoas que se encontram em um bar para solteiros, dormem juntos e passam o dia seguinte se conhecendo.
A produção marcou a estreia cinematográfica de Tyne Daly.

## Sinopse
É a manhã seguinte ao primeiro encontro sexual de John (Dustin Hoffman) e Mary (Mia Farrow). Eles se conheceram na noite anterior, em um bar para solteiros durante uma conversa sobre o filme "Week End", de Jean-Luc Godard, e decidem ir ao loft dele em Nova Iorque. Ambos se sentem desconfortáveis com a situação, porém optam por não demonstrar isso um ao outro. Eles percebem que não sabem nada substancial sobre o outro – incluindo nem mesmo seus nomes – enquanto discretamente tentam descobrir com quem compartilharam a noite.
Conforme vão se conhecendo, eles vão interpretando a situação de acordo com suas próprias percepções, que por vezes não correspondem à realidade. Nas horas seguintes, tanto juntos quanto individualmente, eles se esforçam para avaliar se há alguma possibilidade de futuro entre eles. Isso envolve refletir sobre seus parceiros anteriores mais significativos e contemplar seus próprios sentimentos em relação ao que imaginam que o outro está pensando sobre o futuro.

## Elenco
- Dustin Hoffman como John
- Mia Farrow como Mary
- Michael Tolan como James
- Sunny Griffin como Ruth
- Marian Mercer como Mags Elliot
- Stanley Beck como Ernest
- Tyne Daly como Hillary
- Alix Elias como Jane
- Marvin Lichterman como Dean
- Susan Taylor como Minnie
- Cleavon Little como Diretor de Filme
- Julie Garfield como Fran
- Olympia Dukakis como Mãe de John
- Carl Parker como Jogador de Tênis
- Kristoffer Tabori como Escoteiro
- Richard Clarke como Charlie
- Marilyn Chris como Esposa do Diretor de Filme
- Alexander Cort como Diretor de Filme Imaginário

## Produção
Em 29 de janeiro de 1969, o romance de Mervyn Jones foi a primeira opção de compra de Anthony Harvey, que, mais tarde, fez parceria com o produtor Ben Kadish. Dois grupos de equipes de roteiristas fizeram tentativas fracassadas de adaptar o roteiro antes de John Mortimer ser contratado. Kadish conseguiu adquirir os direitos de produção de Anthony Harvey, que foi substituído por Peter Yates em 5 de novembro de 1969.
Warren Beatty e Julie Christie gostaram dos personagens e consideraram assumir os papéis. Como o filme estava sem um diretor definido na época, Beatty sugeriu Jack Clayton, mas Clayton teve que recusar o projeto porque sua mãe estava doente. Beatty e Christie desistiram da produção, e Kadish posteriormente decidiu alterar o cenário da história de Londres para Nova Iorque. Em 28 de dezembro de 1969, Yates afirmou que a locação foi alterada para evitar o clichê recentemente popularizado da swinging London.
Em 16 de outubro de 1968, Mia Farrow foi escalada para o papel principal feminino. A escalação de Dustin Hoffman para o papel principal masculino foi anunciada um mês depois, em 20 de novembro de 1968.
As filmagens começaram em 27 de janeiro de 1969, em diversas locações em Nova Iorque, incluindo o bar de solteiros Maxwell's Plum, a casa de shows Fillmore East, uma igreja em Greenwich Village, uma loja de departamentos Bloomingdale's, Beekman Place, o estúdio do fotógrafo Milton H. Greene, um conjunto de quadras de tênis na Riverside Drive, o Aeroporto Internacional John F. Kennedy, o bairro Chelsea, em Manhattan; e o Barbizon Plaza, onde foi montado um comício político. Em 21 de abril de 1969, durante os últimos cinco dias de produção, as filmagens mudaram-se para as Bahamas.

## Lançamento
O filme estreou no Sutton Theatre, em Nova Iorque, em 14 de dezembro de 1969, sendo distribuído para os cinenas de todo o país no dia seguinte.
Em fevereiro de 1969, antes do lançamento do filme, Dustin Hoffman e Mia Farrow apareceram juntos na capa da revista Time, com a manchete: "The Young Actors: Stars and Anti-Stars" (em tradução livre: "Os Jovens Atores: Estrelas e Anti-Estrelas"). Isso marcou e celebrou novos atores, como Hoffman e Farrow (ambos em alta após seus sucessos em "The Graduate", de 1967, e "Rosemary's Baby", de 1968, respectivamente), como significativos para sua geração.

## Recepção
A versão final do filme, que contou com partes muito diferentes do romance de Jones, obteve uma resposta mista da crítica especializada.
Vincent Canby, em sua crítica para o jornal The New York Times, escreveu: "Não há nada de errado com a ideia de John and Mary, apenas com a sua execução. O roteiro de John Mortimer é centrado na simplicidade, com a ação principalmente confinada ao apartamento de John, onde ele e Mary comem, conversam e mentem com uma verossimilhança tão entediante que você eventualmente se interessa menos por John e Mary do que pelas cenários, roupas e objetos que os cercam.
Roger Ebert, para o Chicago Sun-Times, deu ao filme 2,5/4 estrelas, e escreveu: "John and Mary deveria ser um filme contemporâneo, eu acho, e no entanto, está curiosamente desatualizado. John e Mary lutam desconfortavelmente com a língua americana, tentando soar como todas as pessoas da idade deles sem soar muito como uma pessoa em particular".
No Rotten Tomatoes, site agregador de críticas, 38% das 13 críticas do filme são positivas, com uma classificação média de 5,3/10.

### Bilheteria
O filme foi bem nas bilheterias. De acordo com os registros da 20th Century-Fox, o filme arrecadou US$ 4.100.000 nacionalmente e US$ 4.050.000 no exterior, totalizando US$ 8.150.000 mundialmente.

## Prêmios e indicações
| Ano  | Cerimônia                       | Categoria                          | Indicado                                                      | Resultado | Ref.          |
| ---- | ------------------------------- | ---------------------------------- | ------------------------------------------------------------- | --------- | ------------- |
| 1970 | Globo de Ouro                   | Melhor ator em comédia ou musical  | Dustin Hoffman                                                | Indicado  | [ 20 ]        |
| 1970 | Globo de Ouro                   | Melhor atriz em comédia ou musical | Mia Farrow                                                    | Indicada  | [ 20 ]        |
| 1970 | Globo de Ouro                   | Melhor roteiro                     | John Mortimer                                                 | Indicado  | [ 20 ]        |
| 1970 | BAFTA                           | Melhor ator                        | Dustin Hoffman (também por "Midnight Cowboy")                 | Venceu    | [ 21 ]        |
| 1970 | BAFTA                           | Melhor atriz                       | Mia Farrow (também por "Rosemary's Baby" e "Secret Ceremony") | Indicada  | [ 21 ]        |
| 1970 | Writers Guild of America Awards | Melhor roteiro adaptado            | John Mortimer                                                 | Indicado  | [ 22 ] [ 23 ] |

## Trilha sonora
A trilha sonora do filme foi composta, arranjada e conduzida por Quincy Jones, e a lista de faixas, com canções de Evie Sands, The Strange Things, Jeff Bridges, The Morgan Ames Singers e quatro obras clássicas, foi lançada pela gravadora A&M Records em 1970.

### Lista de faixas
| N.º            | Título                                                                     | Duração |  |
| 1.             | "Maybe Tomorrow (Vocal) – cantada por Evie Sands"                          | 3:10    |  |
| 2.             | "Bump in the Night – cantada por The Strange Things"                       | 1:58    |  |
| 3.             | "Lost in Space – cantada por Jeff Bridges"                                 | 3:15    |  |
| 4.             | "Silent Movies"                                                            | 2:11    |  |
| 5.             | "Maybe Tomorrow – cantada por The Morgan Ames Singers"                     | 4:18    |  |
| 6.             | "Main Title"                                                               | 2:48    |  |
| 7.             | "22ª Fuga para Cravo Bem Temperado – composta por Johann Sebastian Bach"   | 1:31    |  |
| 8.             | "Rondo No. 1 – composta por Wolfgang Amadeus Mozart"                       | 1:58    |  |
| 9.             | "Opus 54, Variations Serieuses – composta por Felix Mendelssohn"           | 2:05    |  |
| 10.            | "Allegro from Royal Fireworks Suite – composta por George Frideric Handel" | 3:58    |  |
| 11.            | "Maybe Tomorrow"                                                           | 3:58    |  |
| Duração total: | Duração total:                                                             | 31:10   |  |

Notas
- Na trilha sonora do filme, há também uma orquestra não-identificada, arranjada e conduzida por Quincy Jones.
- As letras das faixas 1 e 5 foram escritas por Alan e Marilyn Bergman.